# Mallochianamyia furcata
Mallochianamyia furcata är en tvåvingeart som beskrevs av Wheeler 2000. Mallochianamyia furcata ingår i släktet Mallochianamyia och familjen markflugor. Inga underarter finns listade i Catalogue of Life.